# Nièvre (Somme)
La Nièvre è un fiume francese che scorre in Nord-Passo di Calais-Piccardia, interamente all'interno del dipartimento della Somme  ed è un affluente di destra del fiume Somme.
Non va confuso con l'omonimo fiume che scorre in Borgogna e sfocia nella Loira.

## Geografia
Lungo 23 km, il fiume nasce a Naours, nella foresta di Talmas, a meno di 1 km dalla città sotterranea di Naours, ad un'altezza di 74 m, raccoglie a Canaples le acque di tre valli laterali e scorre poi verso sud-ovest nella vallata molto popolata di Ponthieu prima di confluire nella Somme fra i comuni di L'Étoile e Condé-Folie, ad un'altitudine di 9 m s.l.m.

## Comuni e cantoni attraversati
La Nièvre attraversa quattordici comuni e 2 cantoni
(procedendo da monte verso valle): 
- Naours, Wargnies, Havernas, Halloy-lès-Pernois, Canaples, Pernois, Berteaucourt-les-Dames, Saint-Léger-lès-Domart, Saint-Ouen, Bettencourt-Saint-Ouen, Ville-le-Marclet, Flixecourt, L'Étoile, Condé-Folie.

Per quanto riguarda i cantoni, la Nièvre nasce nel cantone di Domart-en-Ponthieu per poi attraversare il cantone di Picquigny, sfociando ivi nella Somme.

## Affluenti
La Nièvre ha due affluenti, entrambi confluenti dalla riva destra:
- la Fieffe, lungo 4,3 km,[3]  nasce a Fieffes-Montrelet[4] e confluisce a Canaples, nel cantone di Domart-en-Ponthieu.
- la Domart, lungo 11,4 km,[5] attraversa i comuni di Berteaucourt-les-Dames, Domart-en-Ponthieu,[6] Domesmont, Lanches-Saint-Hilaire, Ribeaucourt e Saint-Léger-lès-Domart,[6] attraversando così due cantoni: il cantone di Bernaville e quello di Domart-en-Ponthieu.

## Trattamenti
La qualità delle acque di superficie della Nièvre è controllata da una stazione di monitoraggio sita a Flixecourt.

## Idrografia
La Nièvre ha una larghezza media a pelo d'acqua da 1 a 5 m.
L'AMEVA, l'organizzazione di trattamento e valorizzazione del bacino della Somme, sta facendo predisporre un piano di gestione del fiume..